# Bascarrhinus orthorhynchus
Bascarrhinus orthorhynchus är en insektsart som beskrevs av Paul S. Cwikla 1987. Bascarrhinus orthorhynchus ingår i släktet Bascarrhinus och familjen dvärgstritar. Inga underarter finns listade i Catalogue of Life.